# Hiệp ước Sankt-Peterburg (1875)

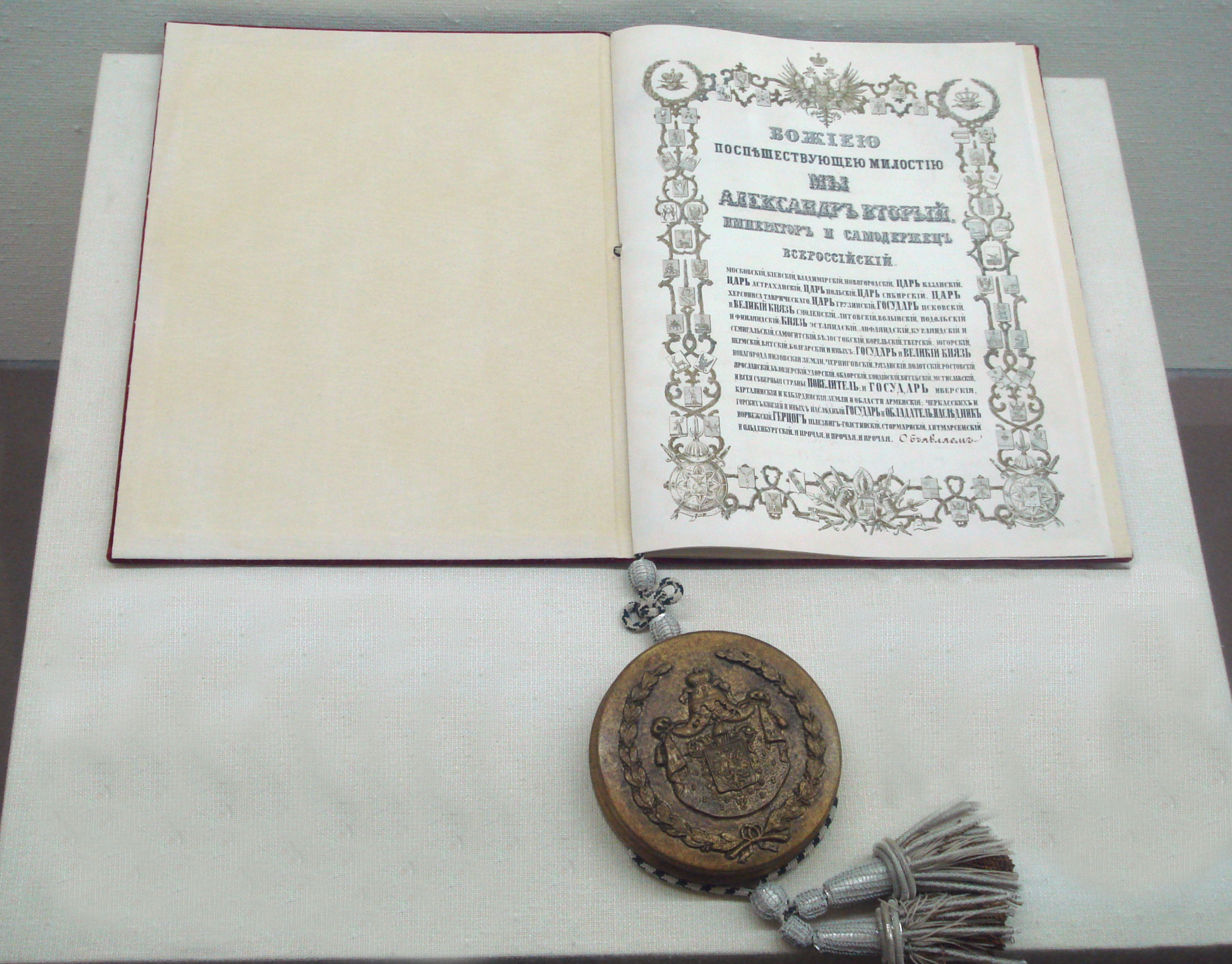
Văn bản Hiệp ước Sankt-Peterburg năm 1975 bằng tiếng Nga.

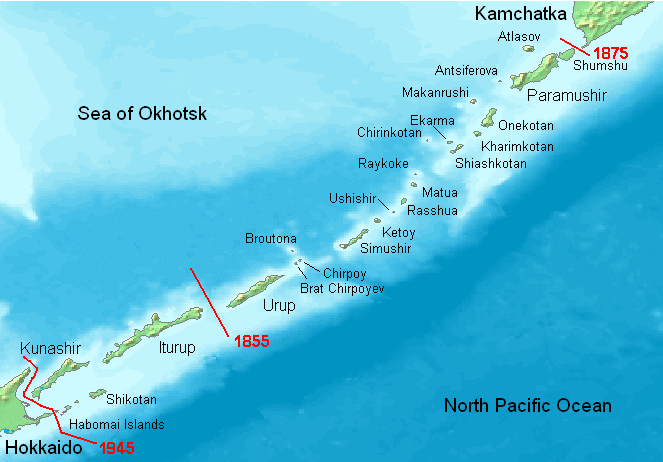
Thay đổi biên giới giữa Nga và Nhật Bản vào các năm 1855, 1875 và 1945.

Hiệp ước Sankt-Peterburg (1875) (tiếng Nga: Петербургский договор; tiếng Nhật: 樺太・千島交換条約 Karafuto-Chishima Kōkan Jōyaku) là một hiệp ước giữa Đế quốc Nga và Đế quốc Nhật Bản, ký ngày 7 tháng 5 năm 1875 tại thành phố Sankt-Peterburg.
Theo hiệp ước Shimoda ký giữa hai nước năm 1855, mọi nơi ở phía bắc ranh giới nằm giữa đảo Urup và đảo Iturup thuộc chủ quyền của Nga; mọi nơi ở phía nam ranh giới thuộc về Nhật Bản; Sakhalin thuộc cả hai nước. Sự thiếu rõ ràng về ranh giới khu vực ảnh hưởng của mỗi nước ở Sakhalin dẫn tới nhiều khó khăn cho việc định cư và hoạt động của người dân hai nước ở đó. Để khắc phục, Nga và Nhật đã ký Hiệp ước Sankt-Peterburg. Theo Hiệp ước mới này, toàn bộ Sakhalin sẽ thuộc về Nga và toàn bộ quần đảo Kuril sẽ thuộc về Nhật Bản.